# Rizla

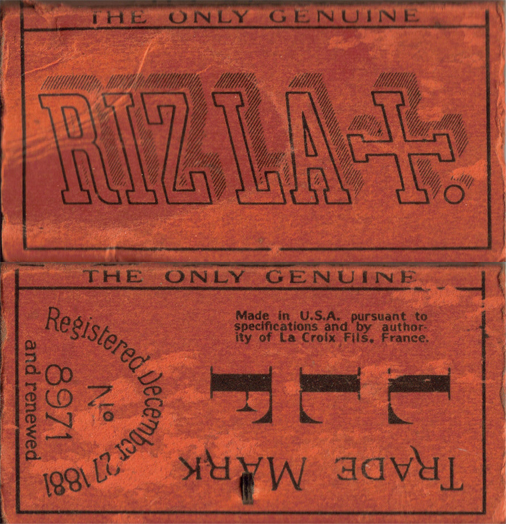
Rizla van begin 20e eeuw (zonder lijmstrook)

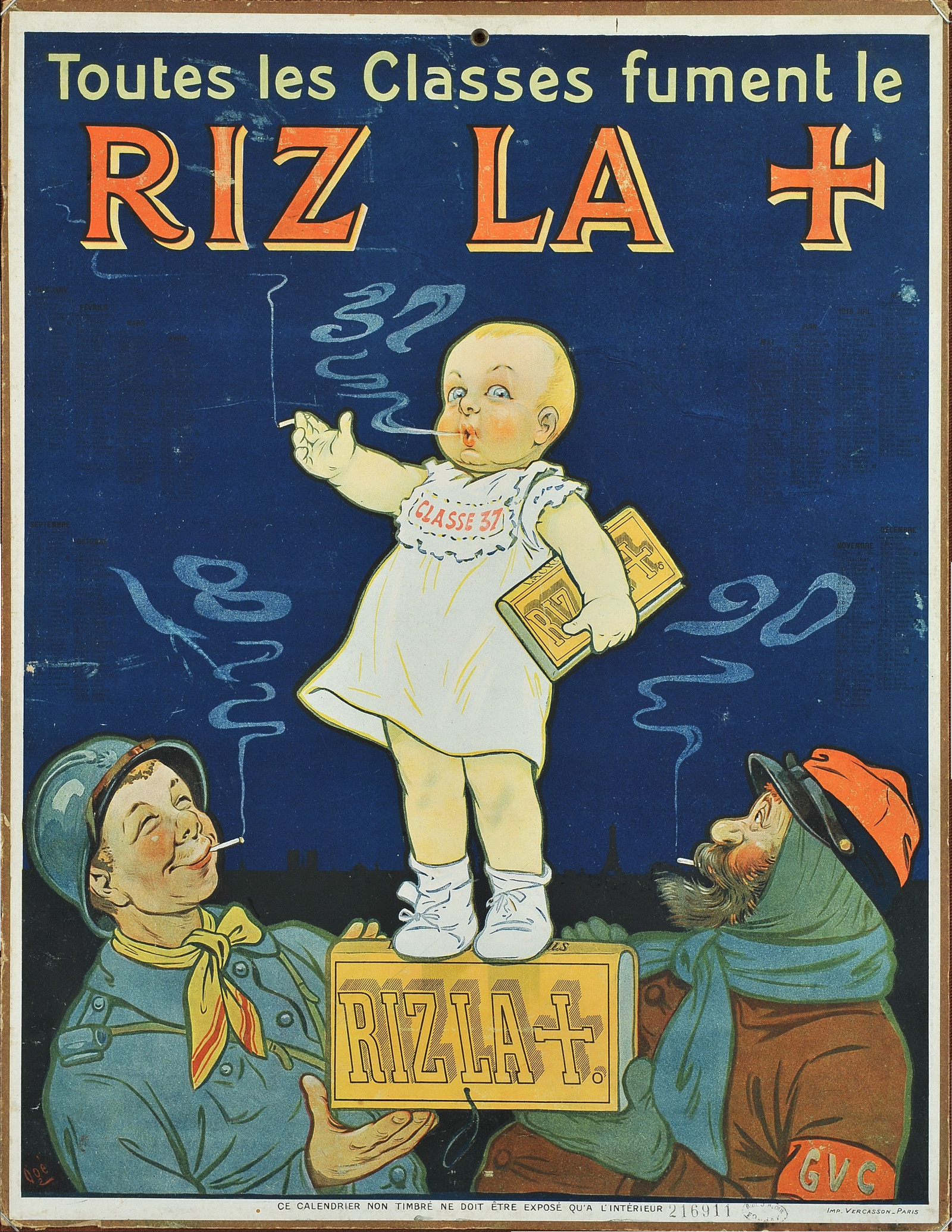
Reclameposter uit 1917

RIZ LA + (Riz Lacroix), meestal vereenvoudigd tot Rizla, is een merk sigarettenpapier. De naam verwijst naar de firma Lacroix, die vanaf 1860 sigarettenpapier vervaardigde dat door zijn kleur en textuur doet denken aan rijst (riz is Frans voor 'rijst'). Lacroix maakte het originele vloeipapier ook met rijst als grondstof. Tegenwoordig is het merk eigendom van Imperial Brands, het voormalige Imperial Tobacco.

## Geschiedenis
In 1532 duikt de betrokkenheid van de familie Lacroix bij de papierindustrie voor het eerst op in de archieven. De uit het tegenwoordige departement Dordogne afkomstige Pierre de Lacroix verkocht in dat jaar een voorraad papier in Bordeaux. Door de eeuwen heen groeide Lacroix uit tot een belangrijke papierproducent.
Vanaf het begin van de negentiende eeuw werd, met de toenemende populariteit van de sigaret, de productie van lichte papiersoorten steeds belangrijker. Veel van het door de familie Lacroix geproduceerde vloeipapier werd door rokers gebruikt om zelf sigaretten te rollen.
Léonide Lacroix introduceerde in 1860 speciaal voor deze doelgroep het product Papier Tabac. Dit geregistreerde handelsmerk van de firma Lacroix verwijst naar een boekje waarvan de uitscheurbare blaadjes juist groot genoeg waren om een sigaret mee te rollen. Vanaf 1867 werd voor deze vloeitjes de merknaam RIZ LA + gebruikt.
RIZ LA + groeide al snel uit tot een internationaal merk. In 1882 werd op de drie papiermachines in Mazères en Angoulême 1150 ton vloeipapier per jaar geproduceerd. De firma L. Lacroix Fils & Cie had op dat moment 600 werknemers en Rizlavloeitjes waren tot in de VS verkrijgbaar.
In 1932 introduceerde Rizla twee nieuwigheden: er werd een randje gom op de vloeitjes aangebracht, wat het dichtplakken vergemakkelijkte, en de papiertjes werden niet meer tot een boekje verwerkt maar zaten los in hun kartonnen verpakking, volgens het systeem dat daarvoor nu nog steeds gebruikelijk is.
In 1937 werd de eerste buitenlandse vestiging van Rizla geopend in Wembley in Engeland. Vanaf 1949 werden de vloeitjes voor de Benelux vervaardigd in Antwerpen.
In de jaren zestig werd Rizla populair onder liefhebbers van het dan in opkomst zijnde cannabis. Cannabisrokers gaven echter de voorkeur aan grotere vloeitjes. Er ontstonden vernuftige methoden om van twee kleine vloeitjes één grote te maken. In 1977 introduceerde Rizla grotere vloeitjes: Rizla King Size. Volgens Rizla was dit nieuwe product bedoeld om in te spelen op de populariteit van king-sizesigaretten.
De familie Lacroix verkocht in 1978 de meerderheid van haar aandelen aan haar compagnons in België: de familie Painblanc. Die werden in de loop van de jaren door diverse investeerders uitgekocht. Sinds 1997 is Rizla eigendom van Imperial Tobacco/Imperial Brands.